# Angloisraelisme
L'angloisraelisme és una doctrina fonamentalista cristiana basada en la creença que els anglosaxons són una de les Tribus d'Israel, i que són ells el poble escollit per Déu en l'actualitat. Entre les creences d'aquest grup, hi ha la idea que els saxons, eren els fills del personatge bíblic Isaac.
L'angloisraelisme va sorgir en el Regne Unit entre els segles xviii i xix, i va tenir una certa importància mentre va existir l'Imperi Britànic, després va decaure de manera notòria, no obstant això, en l'actualitat existeixen organitzacions cristianes fonamentalistes que incorporen aquestes idees en la seva doctrina. L'angloisraelisme és una de les creences dels diferents moviments fonamentalistes dels Estats Units d'Amèrica, com els seguidors de la Identitat Cristiana.